# 黑顶黄鹎
为鹎科鹎属的鸟类。分布于斯里兰卡，
该物种的模式产地在斯里兰卡。

## 特征
黑顶黄鹎体重约29.3克，翼长约72毫米，嘴峰长约15毫米，喙宽度约3.6毫米，喙厚度约4.2毫米，跗蹠长约15.2毫米，尾长约70.6毫米。黑顶黄鹎在其分布区内为留鸟，其栖息在半开放的高大树木组成的森林中，食性为草食性，主要食物来源是水果。